# イーサーン

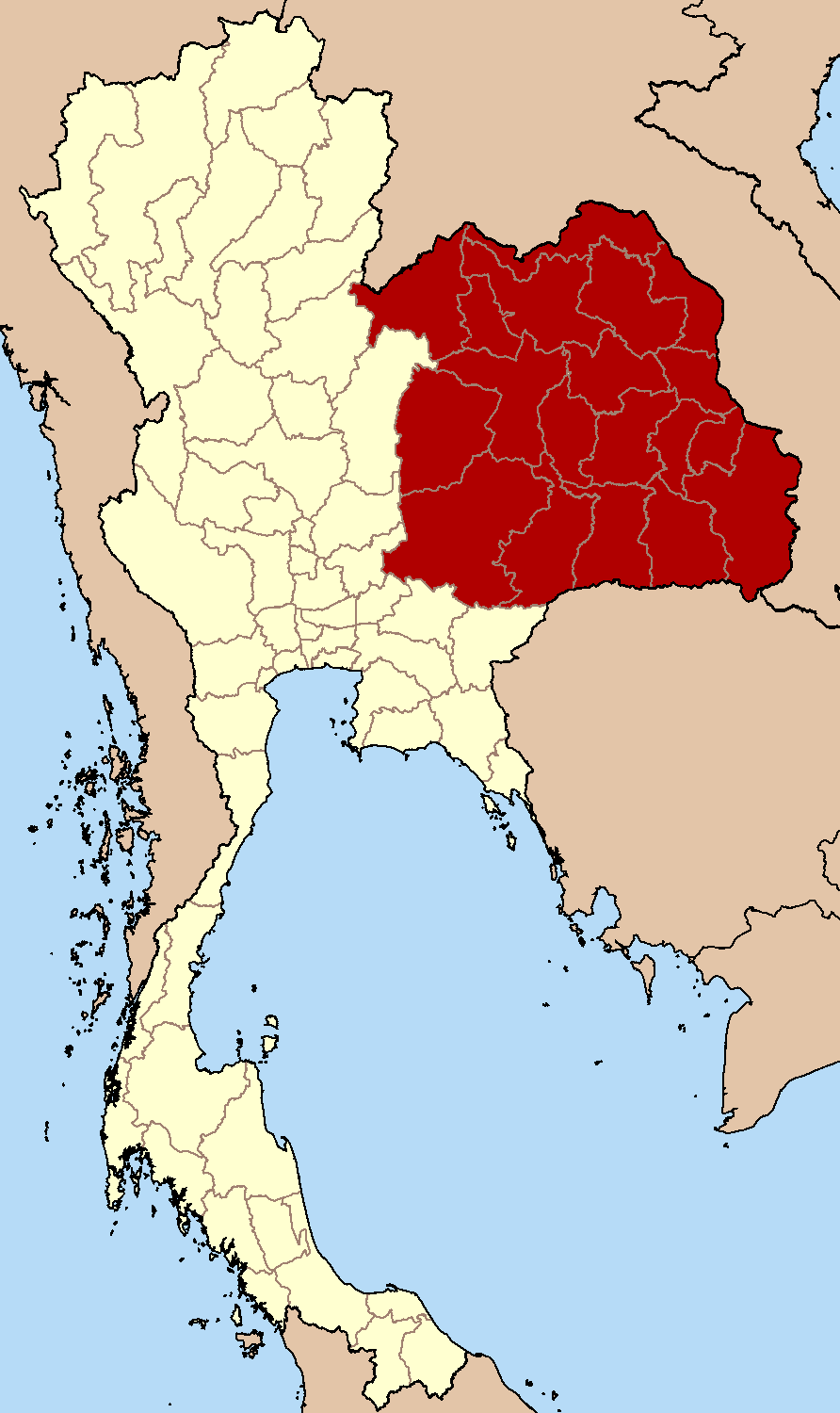
タイ東北部

イーサーンまたはイサーン (ภาคอีสาน、ພາກອີສານ) は、タイ王国の地方の一つ。「イーサーン」とは単に「東北」を指すタイ語の一般名詞であるが、通常「イーサーン」といえばタイの東北部のこととして理解される。現在、タイ政府による統計資料や行政文書などでは概ね東北部 (ภาคตะวันออกเฉียงเหนือ)という呼称が用いられる。20世紀初頭には「イーサーン州 (มณฑลอีสาน)」という行政区が存在したが、領域は現在のイーサーン地方とは異なり、カラシンやロイエット、スリン、ウボンラーチャターニーなど、イーサーン地方の中央部から南東部にかけてを管轄するものであった。
イーサーンはラオス方面から南北に延びるペッチャブーン山脈、その延長で東西に延びるドンパヤーイェン山脈およびサンカムペーン山脈によってタイの他の地域から隔てられている。コーラート台地という乾燥した台地が広がっており、ムーン川などメコン川水系に属する川が流れる。降水量の年較差が大きく、旱魃と洪水が繰り返され、タイの中でも農業の難しい貧しい土地となっていた。

## 名称
「イーサーン」の呼称は、古代国家「真臘」の王都「イーシャーナプラ」に由来する。

## 概説
イーサーンはしばしば、北イーサーンと南イーサーンとに分けられる。北イーサーンの住民の多くはラーオ語（ラオス語）に非常に近い言葉（イーサーン語とも呼ばれる）を母語とするのに対し、南イーサーンには、高地クメール語（カンボジアの公用語とは微妙に異なる）を話すクメール系住民が少なくない。ただし、タイの他地域と同様、公教育はすべてタイ語（国語）で行われる。
文化的に中央部とは異なる。モーラムと呼ばれる独特の歌謡曲を持つほか、北イーサーンを中心とする地域では、パサパサとしたいわゆるタイ米を主食とせず、インディカ米のもち米を主食とする。広く知られるイーサーン料理としては、ラープ、ソムタム、ガイヤーンなどがあり、ソムタムに用いられるプラーデック（醗酵魚）やプードーン（醗酵蟹）もイーサーンの調味料として有名である。
イーサーンの人口はタイ王国総人口の約1/3を占める。地域の主な生業たる稲作の大部分は不安定な降水に依存する天水田で行われており、その収量は低くかつ不安定で、イーサーンはタイでも最も貧困な地区とされてきた。加えて言葉遣いもタイ標準語とは若干異なることから、中央のタイ人によっていまだに差別（侮蔑）の対象とされることも珍しくない。
タイ政府によるイーサーン振興政策は、遅くとも1910年代から行われていたことがタイ公文書館に保存された多数の文書から確認できる。インドシナ戦争が同地域における開発援助をさらに加速したとも言われる。それに加え共産主義運動が下火になったこともあり、徐々にイーサーンの人々はタイ王国の枠組みに組み込まれていった。現在では一部に民族意識は残るも、基本的にはほぼ同化している。
元首相のタクシン・シナワットは、イーサーン地域の貧困対策に取り組んだため、イーサーンはタクシン支持者が非常に多く、タクシンに忠誠を誓う村がいくつもある。タクシンが首相の座を追われてからもそれは変わらず、2014年のタイ軍事クーデターでは、抗議デモを抑え込むためにタイ軍の部隊が派遣された。これに対し、タクシン支持者の中には軍に対する武器使用も辞さない強硬派もいる。

## イーサーンの県

### 南イーサーン
- アムナートチャルーン県
- ナコーンラーチャシーマー県
- チャイヤプーム県
- ブリーラム県
- スリン県
- シーサケート県
- ヤソートーン県
- ウボンラーチャターニー県

### 北イーサーン
- カーラシン県
- コーンケン県
- ルーイ県
- マハーサーラカーム県
- ムックダーハーン県
- ナコーンパノム県
- ノーンブワラムプー県
- ノーンカーイ県
- ローイエット県
- サコンナコーン県
- ウドーンターニー県
- ブンカーン県

## 教育
大学

### 国公立大学
- コンケン大学
- マハーサーラカーム大学
- ウボンラーチャターニー大学
- ナコーンパノム大学
- スラナーリー工業大学
- ラーシャマンガラー工業大学
- イーサーンラーシャマンガラー工業大学
- ラーシャパット大学
- ウドーンターニーラチャパット大学
- マハーサーラカームラチャパット大学
- ルーイラチャパット大学
- サコンナコーンラチャパット大学
- ナコーンラーチャシーマーラチャパット大学
- ブリーラムラチャパット大学
- スリンラチャパット大学
- ウボンラーチャターニーラチャパット大学
- カーラシンラチャパット大学
- チャイヤプーム ラチャパット大学
- ローイエットラチャパット大学
- シーサケートラチャパット大学
- カーラシン大学

### 私立大学
- オンシャオワリットクン大学
- ラーシャターニー大学
- シャロームガーンシャナー大学
- シャロームガーンシャナー単科大学